# Gladiolus pritzelii
Gladiolus pritzelii là một loài thực vật có hoa trong họ Diên vĩ. Loài này được Diels miêu tả khoa học đầu tiên năm 1909.